# کی‌ام‌وی
مدل کی‌ام‌وی یک از مدل‌های رتبه‌بندی اعتباری و هم‌چنین سنجش ریسک اعتباری پرتفوی بانک است. این مدل ابتدا توسط شرکت کی‌ام‌وی استفاده شد و هم‌اکنون در بسیاری از بانک‌ها مورد استفاده قرار می‌گیرد. این مدل یکی از اولین مدل‌های ساختاری است.

## جزئیات مدل
در مدل کی‌ام‌وی، شش متغیر هستند که احتمال نکول شرکت را در افق زمانی H مشخص می‌کنند:
1. ارزش حال حاضر دارایی شرکت.
2. توزیع دارایی شرکت در زمان H.
3. نوسان ارزش آینده دارایی شرکت در زمان H.
4. حد نقطه نکول (ارزش دفتری دیون شرکت).
5. نرخ انتظاری رشد ارزش دارایی شرکت در افق زمانی H.
6. طول افق زمانی، H.

برای محاسبه احتمال نکول در مدل کی‌ام‌وی باید این قدم‌ها را برداشت:
1. محاسبه ارزش دارایی شرکت در افق زمانی.
2. محاسبه فاصله تا نکول در افق زمانی.
3. تعیین احتمال نکول (بسامد انتظاری نکول) از روی فاصله تا نکول.

## تعیین ارزش دارایی شرکت
در این مدل این گونه فرض می‌شود که ارزش دارایی شرکت در زمان ،t {\displaystyle V(t)} یک حرکت براونی هندسی استاندارد است؛ یا به عبارت دیگر:
{\displaystyle V(t)=V_{0}e^{(\mu -\sigma ^{2}/2)t+\sigma {\sqrt {Z}}_{t}}}
که در این رابطه {\displaystyle Z\sim N(0,1)} (متغیری تصادفی با توزیع نرمال و متوسط صفر و واریانس یک)،
{\displaystyle \mu } و {\displaystyle \sigma } به ترتیب متوسط و واریانس نرخ بازده لحظه‌ای دارایی‌های شرکت، و V_0 ارزش اولیه دارایی شرکت است.

## محاسبه فاصله تا نکول
فاصله تا نکول را می‌توان از رابطه زیر به‌دست‌آورد:
{\displaystyle DD={\frac {V(H)-DPT}{V(H)*\sigma }}}
که در این رابطه DPT نقطه نکول و {\displaystyle \sigma } واریانس نرخ بازده دارایی‌های شرکت است.